# São Tomé de Negrelos
São Tomé de Negrelos ist eine Gemeinde im Norden Portugals.
São Tomé de Negrelos gehört zum Kreis Santo Tirso im Distrikt Porto, besitzt eine Fläche von 6,1 km² und hat 3755 Einwohner (Stand 19. April 2021).